# Хэнлон, Пол
Пол Хэ́нлон (англ. Paul Hanlon; 20 января 1990, Эдинбург, Шотландия) — шотландский футболист. Бывший капитан молодёжной сборной своей страны. Выступал на позиции левого защитника.

## Клубная карьера
Первой командой Хэнлона стал хорошо известный в Эдинбурге молодёжный клуб «Хатчинсон Вейл», где он выступал вместе со своим будущим партнёром по «Хиберниану», Дэнни Гелбрейтом. За «Вейл» Пол играл на позиции атакующего полузащитника, забивал много голов, однако после подписания своего первого профессионального контракта с «хибс» он был переведён в защиту.
Дебют Хэнлона в первой команде «Хиберниана» состоялся 12 января 2008 года, когда эдинбуржцы в рамках розыгрыша Кубка Шотландии встречались с «Инвернесс Каледониан Тисл». После этого Пол завоевал регулярное место в основном составе «хибс», вытеснив с позиции левого защитника Иана Мюррея. По окончании сезона 2007/08 пролонгировал с клубом соглашение о сотрудничестве ещё на пять лет.
16 августа 2008 года, поразив ворота «Фалкирка», Хэнлон открыл счёт свои голам за «хибс», причём этот мяч оказался в итоге победным для эдинбуржцев, которые выиграли со счётом 3:2.
В декабре того же года «Хиберниан» отдал Пола в месячную аренду в «Сент-Джонстон». По истечении срока договора «святые» предложили «хибс» продлить срок ссуды Хэнлона до конца сезона 2008/09, однако эдинбургский клуб отказал им в этом. Пол вернулся в «Хиберниан», но после грубой ошибки в игре с «Килмарноком», стоившей «хибс» победы, был надолго посажен на скамейку запасных.
В сезоне 2009/10 Хэнлон нередко выходил на поле в бело-зелёной футболке эдинбуржцев, в основном, заменяя футболистов обороны стартового состава команды. Так он достаточно долгое время играл с первых минут матчей, когда в январе 2010 года на Кубок Африки отбыл ивуарийский защитник «Хиберниана», Сол Бамба. Впоследствии наставник «хибс», Джон Хьюз, признавался, что отпускал африканца на турнир с «тяжёлым сердцем, но Пол блестяще справился со своими обязанностями в этой сложной ситуации». В конце сезона тот же Хьюз в одном из интервью заявил, что Хэнлон «отличный футболист», но ему нужно ещё немного «усердия и жёсткости, чтобы стать полноценным членом основного состава эдинбуржцев».
Перед началом сезона 2010/11 главный тренер «хибс» вновь отметил талант Пола, признавшись, что он «надеется, что в этом футбольном году молодой защитник использует свой талант в полной мере».

### Клубная статистика
| Клуб                     | Сезон                    | Чемпионат | Чемпионат | Кубок | Кубок | Кубок Лиги | Кубок Лиги | Еврокубки | Еврокубки | Итого | Итого |
| Клуб                     | Сезон                    | Игры      | Голы      | Игры  | Голы  | Игры       | Голы       | Игры      | Голы      | Игры  | Голы  |
| ------------------------ | ------------------------ | --------- | --------- | ----- | ----- | ---------- | ---------- | --------- | --------- | ----- | ----- |
| Хиберниан                | 2007/08                  | 7         | 0         | 2     | 0     | —          | —          | —         | —         | 9     | 0     |
| Хиберниан                | 2008/09                  | 7         | 1         | —     | —     | —          | —          | 2         | 0         | 9     | 1     |
| Хиберниан                | 2009/10                  | 18        | 0         | 3     | 1     | 1          | 0          | —         | —         | 22    | 1     |
| Хиберниан                | 2010/11                  | 33        | 2         | 2     | 0     | 1          | 0          | 1         | 0         | 37    | 2     |
| Хиберниан                | 2011/12                  | 35        | 2         | 5     | 0     | 3          | 0          | —         | —         | 43    | 2     |
| Хиберниан                | 2012/13                  | 28        | 1         | 2     | 0     | 1          | 0          | —         | —         | 31    | 1     |
| Всего за «Хиберниан»     | Всего за «Хиберниан»     | 128       | 6         | 14    | 1     | 6          | 0          | 3         | 0         | 151   | 7     |
| Сент-Джонстон            | 2008/09                  | 2         | 0         | 1     | 0     | —          | —          | —         | —         | 3     | 0     |
| Всего за «Сент-Джонстон» | Всего за «Сент-Джонстон» | 2         | 0         | 1     | 0     | 0          | 0          | 0         | 0         | 3     | 0     |
| Всего за карьеру         | Всего за карьеру         | 130       | 6         | 15    | 1     | 6          | 0          | 3         | 0         | 154   | 7     |

(откорректировано по состоянию на 24 февраля 2013)

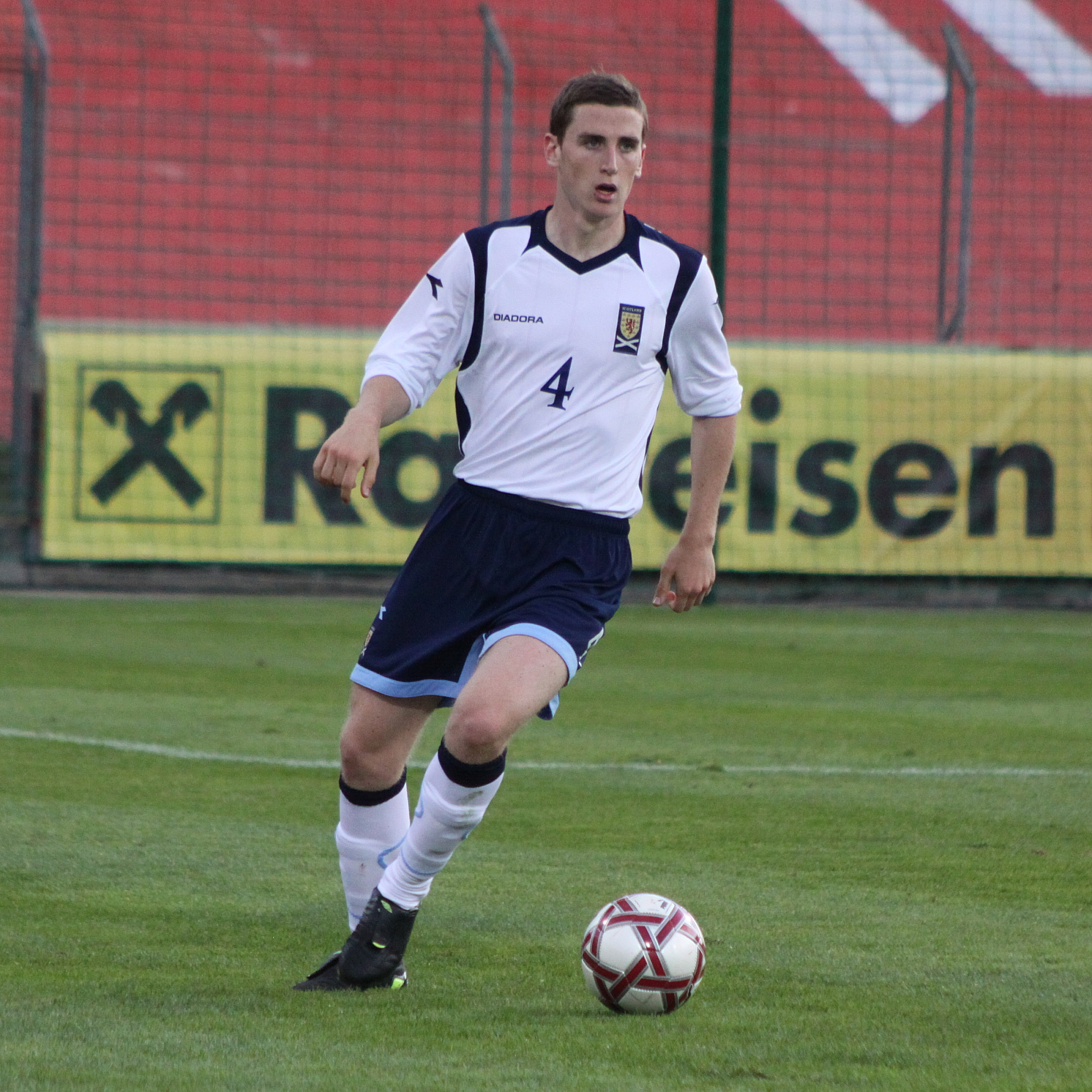
Пол Хэнлон в матче молодёжной сборной Шотландии

## Сборная Шотландии
В сентябре 2007 года Пол был впервые призван под знамёна сборной Шотландии (до 19 лет), в октябре следующего года был избран капитаном команды.
28 марта 2009 года Хэнлон дебютировал в молодёжной команде своей страны в матче против сверстников из Албании. Во время квалификационного турнира к чемпионату Европы среди молодёжных команд 2011 Пол регулярно выходил на позиции центрального защитника молодых шотландцев. На данный момент за шотландскую «молодёжку» сыграл двадцать три матча, забил два гола.

## Достижения
«Хиберниан»
- Обладатель Кубка Шотландии: 2015/16
- Финалист Кубка Шотландии: 2011/12

## Личная жизнь
В свободной время Пол любит играть в снукер.
Любимые киноактёры Хэнлона — Адам Сэндлер и Уилл Феррелл, любимое направление в музыке — R’n’B.